# Nicolae Vulpe (Sfatul Țării)
Nicolae Vulpe a fost un politician moldovean, ales în Sfatul Țării.

## Sfatul Țării
Nicolae Vulpe, de naționalitate moldovean, a fost ales în Sfatul Țării cu vot universal de zemstvoul regiunii Bolgrad.